# Tarutung
Tarutung (en néerlandais : Taroetoeng) est une ville, chef-lieu du kabupaten de Tapanuli du Nord, dans la province de Sumatra du Nord en Indonésie.
Dans la langue batak, tarutung est un mot qui désigne l'arbre durian. La ville a été nommée de cette façon en référence aux arbres de cette espèce qui y poussent.

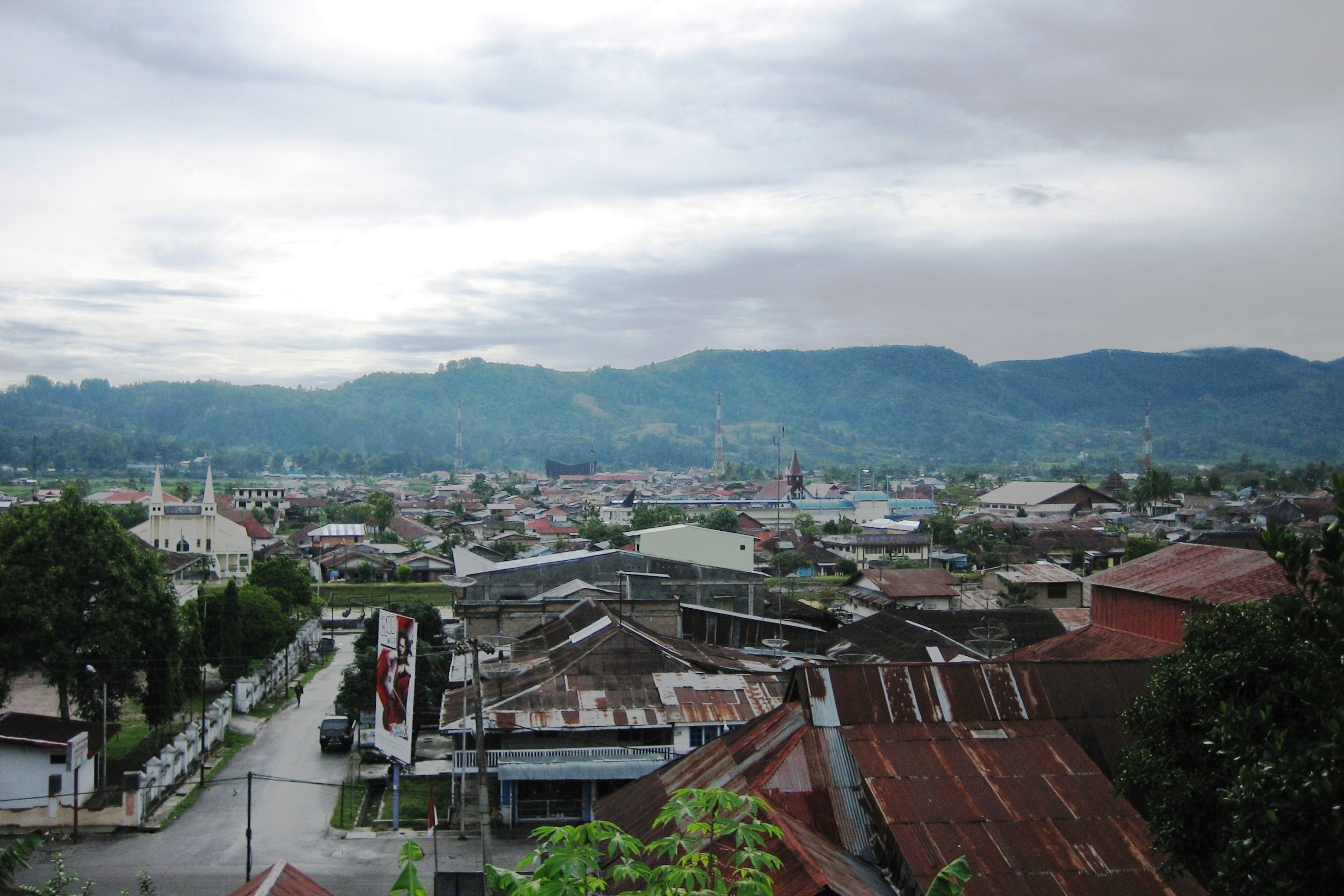
Panorama de la ville de Tarutung.
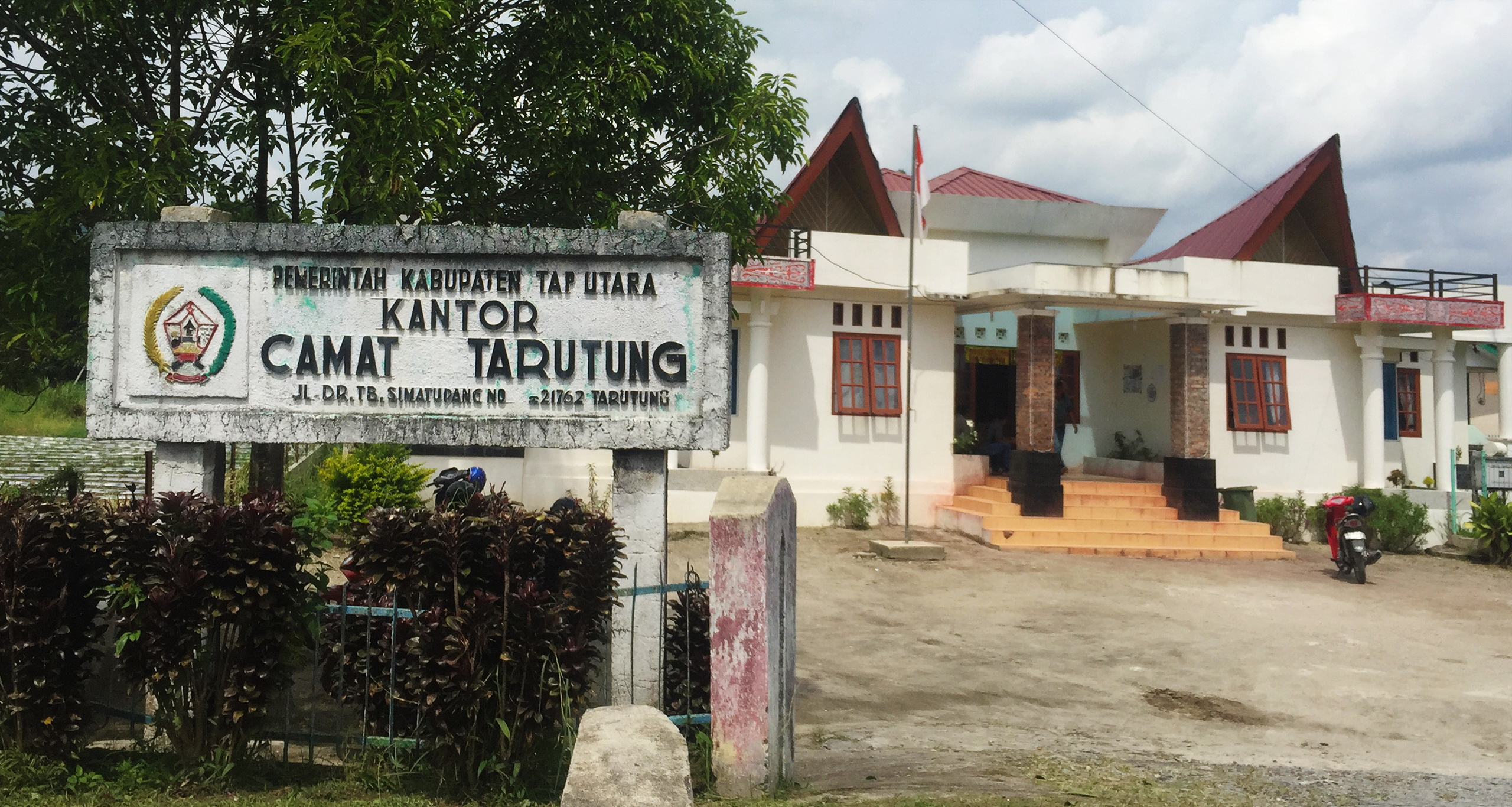
Mairie de Tarutung.

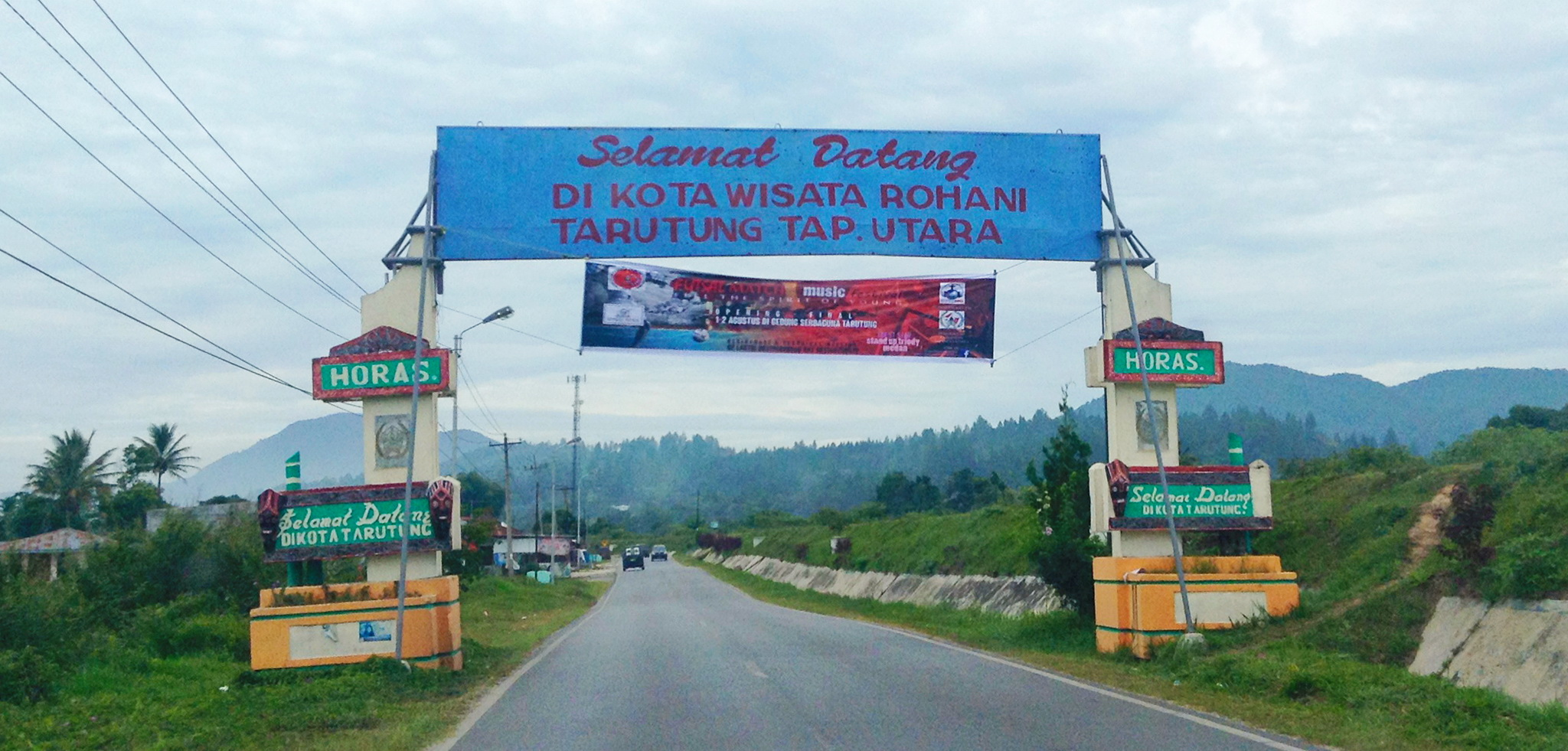
Portail de bienvenue dans la ville.
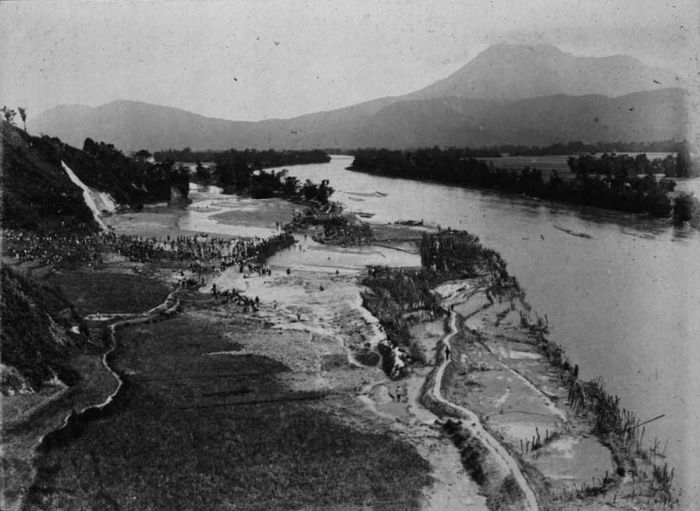
Crue de la vallée de Silindung à Tarutung en 1917.